# Celama cristatula
Celama cristatula är en fjärilsart som beskrevs av Jacob Hübner 1793. Celama cristatula ingår i släktet Celama och familjen trågspinnare. Inga underarter finns listade i Catalogue of Life.